# Batman Returns
Batman Returns (titulada Batman regresa en Hispanoamérica y Batman vuelve en España y Argentina) es una película estadounidense de 1992 dirigida por Tim Burton. La cinta está basada en el personaje de DC Comics Batman y es una secuela de la exitosa película de 1989, con Michael Keaton repitiendo el papel de Bruce Wayne/Batman. El elenco cuenta además con el regreso de Michael Gough como Alfred Pennyworth, y Pat Hingle como el Comisionado Gordon. La película presenta también a los personajes de Max Shreck (Christopher Walken), un magnate corrupto de negocios, y Pingüino (Danny DeVito), un deforme villano que quiere tomar el control de Gotham City, así como el personaje de Catwoman (Michelle Pfeiffer), quien busca derrotar al Caballero de la Noche.
Originalmente Burton no quería dirigir una secuela a causa de los sentimientos encontrados en la película anterior. Daniel Waters fue el encargado de hacer el guion; Wesley Strick hizo una reescritura aunque nunca fue acreditado, borrando a personajes como Harvey Dent y Dick Grayson. Antes de que Michelle Pfeiffer fuera elegida para interpretar a Catwoman, Demi Moore y Nicole Kidman fueron candidatas al papel, pero ambas lo rechazaron, aunque Kidman interpretaría el rol de la doctora Chase Meridian en Batman Forever (1995). El rodaje de Batman Returns empezó en Burbank, California, en junio de 1991.

## Argumento
En Navidad, treinta y tres años atrás, el matrimonio millonario Cobblepot tiene un hijo deforme que es arrojado a un río y termina en las alcantarillas, donde es encontrado por unos pingüinos. Años después, en la actualidad, el árbol de Navidad en plaza Gótica es encendido por el millonario Max Shreck (Christopher Walken), pero el evento es atacado por una banda criminal de artistas de circo, por lo que el comisionado de policía Gordon (Pat Hingle) reactiva la Batiseñal. Pronto, Bruce Wayne/Batman (Michael Keaton) llega al lugar y salva a Selina Kyle (Michelle Pfeiffer), mientras que Max es secuestrado por el líder de la banda de criminales, Oswald Cobblepot (Danny Devito), quien es conocido como el Pingüino. Oswald quiere volver a vivir como una persona normal, y para obligar a Max a ayudarlo lo chantajea con hacer público el hecho de que mandó a matar a un antiguo aliado suyo y además que sus industrias contaminan el agua de la ciudad, hecho que es descubierto por Selina, su asistente ejecutiva, a quien Max arroja desde una ventana a gran altura para deshacerse de ella. Selina es revivida gracias a unos gatos, aunque enloquece, convirtiéndose en la fatal Catwoman, decidida a vengarse de Max.

## Reparto
- Michael Keaton como Batman/Bruce Wayne: un empresario multimillonario que se disfraza como murciélago por las noches para combatir a los criminales de Gotham City. Bruce Wayne lucha con su doble identidad como luchador contra el crimen, convirtiéndose este dilema en una relación sentimental con Selina Kyle, alias Catwoman. Keaton obtuvo $11 millones de dólares para volver a interpretar al personaje, ya que Tim Burton pensó que lo merecía. Batman Returns fue su última interpretación de Bruce Wayne/Batman, siendo reemplazado por Val Kilmer y George Clooney, respectivamente, en Batman Forever y Batman & Robin.
- Danny DeVito como Oswald Chesterfield Cobblepot/El Pingüino: un criminal psicópata y deforme nacido como Oswald Cobblepot, que fue abandonado por sus padres cuando era un bebé. Criado por pingüinos de un zoológico abandonado, regresa para vengarse treinta y tres años más tarde como líder de la banda del Circo El Triángulo Rojo después de haber sido engañado por el empresario Max Shreck. DeVito fue sugerido para el papel por su amigo Jack Nicholson después del éxito financiero de la anterior entrega, en la cual Nicholson interpretó al Joker.[4] Según DeVito: "Eran cuatro horas y media para ponerme el maquillaje y el disfraz. Bajamos el tiempo hasta tres horas para el final de la filmación".[2] Dustin Hoffman fue la primera opción para interpretar al Pingüino, pero rechazó el papel.[5] Además de Hoffman, Marlon Brando, John Candy, Bob Hoskins, Ralph Waite, Dean Martin, Dudley Moore, Alan Rickman, John Goodman, Christopher Lee, Joe Pesci, Ray Liotta, Gabriel Byrne, Alex Rocco y Christopher Lloyd fueron considerados para el personaje antes de que DeVito fuese escogido.[6] El diseño de El Pingüino en la película es el vivo retrato del Doctor Caligari, de la película El gabinete del doctor Caligari (1919), del director Robert Wiene, uno de los pilares del expresionismo alemán en el cine, junto con Nosferatu, eine Symphonie des Grauens (1922).
- Michelle Pfeiffer como Catwoman/Selina Kyle: una mujer normal que se convierte en delincuente después de que casi muere a manos de su jefe Max Shreck, quien más tarde decide intentar todo para matarlo. Ella se convierte en una femme fatale en la mayor parte de la película. Según Michelle Pfeiffer, quien curiosamente había sido considerada para interpretar a Vicki Vale en la anterior entrega, se sintió devastada al saber que Annette Bening había sido escogida para interpretar a Catwoman. Pero al estar Bening embarazada, Pfeiffer pudo interpretar el personaje. El salario de Pfeiffer fue de $3 millones de dólares, $2 millones más que el de Bening. Para prepararse para el personaje, Pfeiffer asistió a clases de kickboxing y gimnasia artística con látigo (durante una práctica, accidentalmente le cortó la mejilla a su entrenador).[2] Susan Sarandon, Meryl Streep (quien fue considerada "muy vieja" por Burton),[7] Brooke Shields (a quien Burton consideró "no financiable"), Demi Moore, Nicole Kidman (quien interpretaría a la Dra. Chase Meridian en Batman Forever), Jodie Foster, Geena Davis (con quien Keaton ya había compartido créditos en Beetlejuice), Sigourney Weaver, Lena Olin, la cantante Madonna, Raquel Welch, Cher, Ellen Barkin, Jennifer Jason Leigh, Lorraine Bracco, Bridget Fonda y Jennifer Beals fueron también consideradas para el personaje, perdiendo ante Pfeiffer.[8] Curiosamente la escena en la que Catwoman se mete un pájaro en la boca no tiene truco.
- Christopher Walken como Maximilian "Max" Shreck: un hombre de negocios rico e industrial, conocido como "El Santa Claus de Gotham". Le obsesiona construir una nueva planta de energía en Gotham, pero tanto Bruce Wayne como el alcalde desaprueban la idea, por lo que decide ayudar a El Pingüino a convertirse en alcalde de Gotham para llevar a cabo sus planes. Además de ser padre de Chip Shreck y presumiblemente matar a su esposa para obtener su dinero, Shreck es también exjefe de Selina Kyle, quien desea matarlo en venganza por tratar de matarla a ella. El personaje fue creado por el escritor Daniel Waters como un homenaje al actor alemán Max Schreck, quien protagonizó la película Nosferatu, eine Symphonie des Grauens (1922).[9][10] Además de esto, Schreck fue creado para reemplazar a Harvey Dent, interpretado por Billy Dee Williams en la película anterior.[11] El cantante David Bowie, quien antes había sido considerado para interpretar al Joker en la anterior película, estaba en disputa por el papel de Shreck,[8] pero tuvo que rechazar el rol debido a su contrato para aparecer en Twin Peaks: Fire Walk with Me, de David Lynch.[12]
- Michael Gough como Alfred Pennyworth: el fiel mayordomo de la familia Wayne y aliado incondicional de Bruce Wayne/Batman en su lucha contra el crimen, siendo una figura paternal tras la muerte de sus padres. Junto a Pat Hingle, Gough es uno de los pocos actores que continuó en la saga Burton/Schumacher de Batman.
- Pat Hingle como Comisionado James Gordon: comisionado de la policía de Gotham. Junto a Michael Gough, Hingle fue uno de los pocos actores que participó en las 4 entregas de la primera saga de Batman.
- Michael Murphy como el alcalde de Gotham (llamado por los aficionados Roscoe Jenkins). Desaprueba la nueva planta de energía nuclear de Shreck. Su hijo es secuestrado por la banda del Circo del Triángulo Rojo para luego ser "salvado" por el Pingüino.
- Vincent Schiavelli como El Organillero: un miembro de la banda del Circo del Triángulo Rojo y al parecer mano derecha de El Pingüino. Acompañado de un pequeño mono, tiene un organito como su arma principal. Sobrevive a tres ataques hechos a Gotham, pero es capturado y al parecer interrogado por Batman durante su último intento de tomar la ciudad.
- Andrew Bryniarski como Charles "Chip" Shreck: hijo de Max Shreck y su fallecida esposa. Además de ser heredero de los negocios de su padre, es lo suficientemente valiente como para hacer todo lo posible para defender a su padre, como ordenarle huir mientras ayuda a otros residentes de Gotham a retener a miembros de la Banda del Circo del Triángulo Rojo.
- Cristi Conaway como la Princesa de Hielo: una reina de belleza y modelo de Gotham.
- Rick Zumwalt como el Hombre fuerte tatuado: un miembro de la Banda del Circo del Triángulo Rojo, el cual sobrevive al primer ataque de la banda a la ciudad, pero es muerto en el segundo tras un enfrentamiento con Batman, quien le coloca una potente bomba y lo arroja a una alcantarilla.
- Anna Katarina como la Mujer Poodle: una miembro de la Banda del Circo del Triángulo Rojo. Sobrevive a tres ataques a la ciudad, pero huye con su perro para escapar de Batman, abandonando así a sus compañeros.
- Paul Reubens como Tucker Cobblepot: el padre de El Pingüino y esposo de Esther Cobblepot. Él y su esposa arrojan a su hijo pequeño al río del parque después de darse cuenta de que podría ser un peligro para la sociedad después de que mató a su gato. Burgess Meredith, el actor que interpretó a El Pingüino en la serie de televisión de los años 60 iba a hacer una aparición especial interpretando a Tucker, pero declinó el papel por problemas de salud que desembocaron en su muerte en 1997.[13][8] En la serie de televisión de FOX de 2014, Gotham, interpretó a Elijah Van Dahl, padre biológico de Oswald Cobblepot.
- Diane Salinger como Esther Cobblepot: la madre de El Pingüino y esposa de Tucker Cobblepot. Ella y su esposo arrojan a su hijo al río del parque después de darse cuenta de que podría ser un peligro para la sociedad después de que mató a su gato. Curiosamente Salinger y Reubens compartieron créditos en Pee-wee's Big Adventure, también dirigida por Tim Burton.

### Doblaje
| Personaje                                 | Actor original     | Voz en España        |
| ----------------------------------------- | ------------------ | -------------------- |
| Bruce Wayne/Batman                        | Michael Keaton     | Fernando de Luis     |
| Oswald Chesterfield Cobblepot/El Pingüino | Danny DeVito       | Juan Perucho         |
| Catwoman/Selina Kyle                      | Michelle Pfeiffer  | Paloma Escola        |
| Maximilian "Max" Shreck                   | Christopher Walken | Juan Antonio Castro  |
| Comisario James Gordon                    | Pat Hingle         | Pablo Jiménez        |
| Alfred Pennyworth                         | Michael Gough      | Pedro Sempson        |
| Alcalde de Gotham                         | Michael Murphy     | Luis Bajo            |
| El Organillero                            | Vincent Schiavelli | Luis Mas             |
| Charles "Chip" Shreck                     | Andrew Bryniarski  | David García Vázquez |
| Princesa de Hielo                         | Cristi Conaway     | Begoña Hernando      |

## Producción

### Desarrollo
Tras el éxito de la película anterior de Batman, Warner Bros. esperaba empezar a filmar la secuela en mayo de 1990 en los estudios Pinewood, en Inglaterra. Para dicho fin gastaron 250 000 dólares en almacenamiento de los sets de la primera película. Tim Burton tenía una mezcla de emociones acerca de la película anterior. «Voy a regresar si la secuela ofrece algo nuevo y excitante», dijo en 1989, y agregó: «De lo contrario, es una idea más que estupefacta». Burton decidió dirigir Edward Scissorhands para 20th Century Fox (ya que Warner había rechazado producirla). Mientras tanto, Sam Hamm, escritor de los dos primeros borradores del guion de la película anterior, fue contratado, mientras que Bob Kane también fue traído de vuelta como consultor creativo. El guion de Hamm para esta secuela tenía a El Pingüino y Catwoman yendo tras un tesoro escondido.
Burton estaba impresionado con la obra de Daniel Waters en Escuela de jóvenes asesinos; Burton originalmente contrató a Waters para una secuela de Beetlejuice. Burton le concedió una gran cantidad de control creativo, relegando a los productores Jon Peters y Peter Guber a productores ejecutivos, además de aceptar dirigir la película mientras no fuese vista como una secuela directa de la anterior entrega. Insatisfecho con el guion de Hamm, Burton encargó una reescritura a Waters. Waters «vino con una sátira social en la que había un magnate del mal respaldando una candidatura para la alcaldía de El Pingüino», informó Burton. «Quería demostrar que los villanos de verdad en nuestro mundo no necesariamente llevan disfraces». La trama de El Pingüino como candidato a alcalde vino de los episodios de la serie de televisión Hizzoner el pingüino y Dizzoner el pingüino, de la década de los 1960. Waters escribió un total de cinco versiones del guion.
Sobre la caracterización de Catwoman, Waters explicó: «Sam Hamm regresó a la forma en que los libros de historietas daban trato a las mujeres en general, como una fantasía sexual fetichista. Quería comenzar justo en el punto más bajo en la sociedad, una muy abatida secretaria». Harvey Dent aparecía en los primeros borradores del guion, siendo desfigurado en el clímax final luego de que Catwoman le diese un beso con un taser, pero esto fue eliminado. Waters cita: «Sam Hamm definitivamente lo planificó. Jugaba con esa idea, de tener una escena en la que Harvey lanza una moneda y cae del "lado bueno", decidiendo no hacer nada, por lo que había que esperar a la próxima película». En guiones tempranos Max Shreck (creado para reemplazar a Dent) era el «chico de oro de la familia Cobblepot», mientras que El Pingüino era el "deforme extraño". Al final se revelaría que Shreck era el hermano perdido de El Pingüino. El nombre de Max Shreck es también una referencia al actor Max Schreck, conocido por su papel como el Conde Orlok en Nosferatu, eine Symphonie des Grauens (1922). De acuerdo a la directora de casting, Marion Dougherty, Burton se sentía incómodo con el casting de Christopher Walken como Shreck, en base de que lo asustaba.

### Preproducción
Burton contrató a Wesley Strick para hacer una reescritura al guion sin acreditar. Strick recordó: "Cuando me contrataron para escribir Batman Returns (Batman II en el momento), el gran problema del guion era la falta de un plan maestro para El Pingüino." Warner Bros. presentó Strick con el calentamiento o la congelación de Gotham (idea utilizada más tarde en Batman & Robin). Strick obtuvo inspiración de un paralelo a Moisés en el que El Pingüino tenía que matar a los primogénitos de Gotham. Una noción similar se utilizó cuando los padres de El Pingüino lo arrojaron a un río siendo un niño pequeño. Robin aparecía en el guion, pero fue eliminado debido a los demasiados personajes que ya aparecían. Waters sentía que Robin es "el personaje más inútil del mundo, especialmente cuando Batman es el solitario de los solitarios"'. Robin comenzaba en este guion como líder de una banda juvenil, que se convierte en un aliado de Batman. Fue cambiado más adelante a un adolescente negro que también es un mecánico, y que ayudaba a Batman después de que El Pingüino le estropeara el Batmovil. La escena mostraba a Batman refugiándose luego en un garaje. Waters explicó: "Él está usando este antiguo uniforme de mecánico y tiene una "R" en ella. Conduce el Batimóvil, que me doy cuenta utilizan en la tercera película". Marlon Wayans hizo el casting y fue contratado para una secuela. El actor asistió a una prueba de vestuario, pero se decidió guardar el personaje para una tercera entrega.
Michael Keaton regresó después de un aumento significativo en su salario de 10 millones de dólares. Annette Bening fue elegida como Catwoman después de que Burton vio su interpretación en Los timadores, pero ésta se retiró del proyecto debido a su embarazo. Raquel Welch, Jennifer Jason Leigh, Lena Olin, Ellen Barkin, Cher, Bridget Fonda y Susan Sarandon compitieron por el papel. Sean Young, quien había sido escogida para interpretar a Vicki Vale en la anterior película pero que había perdido el papel en favor de Kim Basinger tras lesionarse en un accidente de equitación, creía que el papel debería haber ido a ella. Young se presentó a las oficinas de Warner demandando una audición sin éxito y con un traje casero de Catwoman. Burton no estaba familiarizado con el trabajo de Michelle Pfeiffer, pero estaba convencido de su elección después de sólo una reunión. Pfeiffer recibió un salario de 3 000 000 de dólares (2 millones más que Bening) y un porcentaje de la taquilla. Pfeiffer tomó clases de kickboxing para el papel y con un maestro experto en el manejo del látigo. Kathy Long sirvió como doble de cuerpo de Pfeiffer. Para el casting de Danny DeVito, Waters explicó: "Yo sabía que DeVito iba a interpretar a El Pingüino. En realidad no hicimos un casting oficial, pero para un pequeño individuo desagradable, es una lista corta. Terminé de escribir el personaje para Danny DeVito."
Burgess Meredith, quien había interpretado a El Pingüino en la serie de televisión de los años 60, había sido escogido para interpretar a Tucker Cobblepot, padre El Pingüino, pero finalmente rechazó el papel pro problemas de salud, siendo reemplazado por Paul Reubens. Cuirosamente, Reubens terminaría interpretando el mismo papel en la serie televisiva Gotham.

### Filmación
A principios de 1991, dos de los mayores estudios de sonido de Hollywood (el escenario 16 en Warner Bros. y el escenario 12 en Universal Studios) se estaban preparando para la filmación de la película. El rodaje comenzó en junio de 1991. El escenario 16 alojó al Gotham Plaza, basado en el Rockefeller Center. El escenario 12 de Universal albergó la guarida subterránea de El Pingüino. Para esto, se usó un tanque lleno de medio millón de galones de agua. Burton quería asegurarse de que los pingüinos se sintieran cómodos. Otras ocho locaciones de los estudios de Warner Bros. se utilizaron, y más del 50% de su propiedad fue ocupada por los sets de Gotham.
Grupos a favor de los derechos de los animales comenzaron a protestar contra la película después de descubrir que los pingüinos tenían cohetes atados a sus espaldas. Richard Hill, el encargado de los pingüinos, explicó que Warner Bros. fue muy cuidadoso para asegurarse de que los pingüinos estuvieran cómodos. "En vuelo en el avión estaban refrigerados hasta los 45 grados farenheit", recuerda Hill. "En Hollywood, se les dio un remolque refrigerado, su propia piscina, media tonelada de hielo cada día, y había pescado fresco traído todos los días directamente desde los muelles. A pesar de que estaba a 100 grados Fahrenheit (37 grados Celsius) en el exterior, todo el set fue refrigerados hasta los 35 grados Fahrenheit (1 grado Celsius)". Esto hizo que Pfeiffer sintiera mucho frío, ya que casi siempre vestía solo un delgado traje de látex. De acuerdo con la supervisión en el set de la Asociación Humana Americana, los seis pingüinos emperadores que actúan como portadores del cadáver de El Pingüino al final de la película eran personas vestidas como pingüinos emperador.
Las calles de Gotham City usaron las antiguas Brownstone Street y Hennessy Street en el backlot de Warner.
Warner Bros. dedicó una gran cantidad de confidencialidad a Batman Returns. El departamento de arte estaba obligado a mantener su oficina con las persianas abajo. El reparto y el equipo tenían que tener una identificación con foto con el título falso de la película, Dictel, para ir a cualquier lugar cerca de los sets. A Kevin Costner se le negó la oportunidad de visitar el set. Una revista de espectáculos filtró las primeras imágenes de Danny DeVito como El Pingüino. En respuesta, Warner Bros. contrató a un investigador privado para localizar a los cómplices. $ 65 millones de dólares fueron gastados durante la producción de Batman Returns, mientras que $ 15 millones fueron utilizados para marketing, llegando a un costo total de $ 80 millones de dólares. La última toma de Catwoman mirando la Batiseñal se completó durante la posproducción y no formaba parte del guion. Después de que la película se terminara de rodar, la productora sintió que era mejor que Catwoman sobreviviera, para poder volver a contar con el personaje en el futuro. Pfeiffer no estaba disponible y una doble de cuerpo fue elegida, aunque se rodó una toma alternativa pero con un robot animatrónico de la cabeza y torso de Pfeiffer.

### Diseño y efectos
Bo Welch, colaborador de Burton en Edward Scissorhands y Beetlejuice, reemplazó a Anton Furst como diseñador de producción, ya que Furst no estaba disponible debido a obligaciones contractuales. Welch mezcló la "arquitectura fascista de la primera película con la arquitectura de "exposición universal" para Gotham, así como la arquitectura rusa y el expresionismo alemán, que también fueron estudiados. Una doncella de hierro fue utilizada para la entrada de Bruce Wayne a la Baticueva. Stan Winston, que trabajó con Burton en Edward Scissorhands, diseñó el maquillaje protésico para Danny DeVito, que tomó dos horas para aplicar. DeVito tuvo que ponerse una combinación de enjuague bucal con colorante rojo/verde "para crear una textura grotesca de algún exudado raro".
Más de 60 Catsuits fueron diseñados en el rodaje durante seis meses con un costo de USD 1000 cada uno. El concepto inicial para el diseño provino de Tim Burton, quien imaginó un gato disecado con sus puntadas deshaciéndose en las costuras. El prototipo fue creado alrededor de un molde del cuerpo de Pfeiffer para que se ajustara exactamente, y pintado con goma de silicona blanca para imitar puntadas. Fue extremadamente apretado y muy complicado de poner - Michelle Pfeiffer tuvo que cubrirse con talco para colocarse el disfraz, que a su vez se cepillaba con silicona líquida en cada toma para darle brillo. Pfeiffer podía usar el traje de 12 a 14 horas a la vez, a excepción de la hora del almuerzo, cuando se lo quitaban, momento que era su única oportunidad para ir al servicio.
El traje de Batman fue actualizado: se construyó más delgado, de un material de gomaespuma ligeramente más flexible que el traje de la anterior película. DeVito se sentía incómodo con su traje, pero esto hizo que fuera más fácil para él entrar en el personaje. J. P. Morgan fue utilizado como inspiración en el diseño del vestuario de Max Shreck.
Los murciélagos fueron compuestos enteramente por imágenes generadas por computadora, ya que se decidió que dirigir murciélagos reales en el set podría haber sido problemático. El "ejército de aves" de El Pingüino fue una combinación de CGI, criaturas robóticas, hombres disfrazados y hasta pingüinos reales. Stan Winston se encargó de los pingüinos robóticos. En total se utilizaron 30 pingüinos africanos y 12 pingüinos Rey. Un efecto miniatura fue utilizado para los exteriores de la mansión Cobblepot en la escena de apertura y de la Mansión Wayne. El mismo método se utilizó para la Bati-lancha y las tomas exteriores del zoológico de Ciudad Gótica.
Los automóviles utilizados como "tránsito o de montaje" son modelos de Volkswagen Voyage (Senda o Gacel en otro país). Burton contactó con Volkswagen de Estados Unidos, para que le proveyeran vehículos sencillos, baratos y fáciles. Los vehículos son de fabricación brasileña.

### Música
Danny Elfman tenía gran entusiasmo al regresar al filme porque "no tenía que probarme a mí mismo como en la primera película. Recuerdo que Jon Peters estaba muy escéptico al principio de contratarme." El horario de trabajo de Elfman era de 12 horas al día, 7 días a la semana. "Al cumplir esta película me di cuenta de que era una especie de música cinematográfica y una ópera. Las pistas completas suman 95 minutos de duración, el doble de la media de duración de la música de una película". 
Burton permitió que Elfman fuera más artístico con la partitura de la secuela, como el "raspado" de violines para los temas de Catwoman. Sin embargo, bajo la presión de terminar la banda sonora, la relación entre los dos se tensó, lo que, junto con otras "diferencias creativas" en The Nightmare Before Christmas, hizo que Burton contratase a Howard Shore para la banda sonora de su siguiente película, Ed Wood. El músico coprodujo "Face to Face" ("Cara a cara"), que fue escrita e interpretada por Siouxsie And The Banshees. La canción se puede escuchar en una escena en la película y durante los créditos finales.

## Estreno
| País                                                                          | Fecha de estreno              |
| ----------------------------------------------------------------------------- | ----------------------------- |
| Alemania                                                                      | Jueves 16 de julio de 1992    |
| Argentina                                                                     | Jueves 16 de julio de 1992    |
| Australia                                                                     | Jueves 18 de junio de 1992    |
| Austria                                                                       | Viernes 17 de julio de 1992   |
| Bélgica                                                                       | Miércoles 15 de julio de 1992 |
| Belice · Costa Rica · El Salvador · Guatemala · Honduras · Nicaragua · Panamá | Viernes 24 de julio de 1992   |
| Bolivia                                                                       | Martes 21 de julio de 1992    |
| Brasil                                                                        | Viernes 3 de julio de 1992    |
| Chile                                                                         | Viernes 10 de julio de 1992   |
| Colombia                                                                      | Jueves 16 de julio de 1992    |
| Corea del Sur                                                                 | Sábado 11 de julio de 1992    |
| Croacia                                                                       | Martes 8 de diciembre de 1992 |
| Dinamarca                                                                     | Viernes 14 de agosto de 1992  |
| Egipto                                                                        | Lunes 9 de noviembre de 1992  |
| Eslovenia                                                                     | Martes 1 de diciembre de 1992 |
| España                                                                        | Viernes 26 de junio de 1992   |
| Estados Unidos · Canadá                                                       | Viernes 19 de junio de 1992   |
| Filipinas                                                                     | Miércoles 5 de agosto de 1992 |
| Finlandia                                                                     | Viernes 3 de julio de 1992    |
| Francia                                                                       | Miércoles 15 de julio de 1992 |

| País                         | Fecha de estreno                 |
| ---------------------------- | -------------------------------- |
| Grecia                       | Viernes 4 de diciembre de 1992   |
| Hong Kong                    | Jueves 13 de agosto de 1992      |
| Hungría                      | Jueves 13 de agosto de 1992      |
| India                        | Viernes 9 de abril de 1993       |
| Indonesia                    | Martes 28 de julio de 1992       |
| Israel                       | Viernes 7 de agosto de 1992      |
| Italia                       | Viernes 11 de septiembre de 1992 |
| Japón                        | Sábado 11 de julio de 1992       |
| Malasia                      | Jueves 13 de agosto de 1992      |
| México                       | Viernes 31 de julio de 1992      |
| Noruega                      | Jueves 6 de agosto de 1992       |
| Nueva Zelanda                | Viernes 14 de agosto de 1992     |
| Países Bajos                 | Jueves 6 de agosto de 1992       |
| Perú                         | Jueves 23 de julio de 1992       |
| Polonia                      | Viernes 2 de octubre de 1992     |
| Portugal                     | Viernes 3 de julio de 1992       |
| Puerto Rico                  | Jueves 25 de junio de 1992       |
| Reino Unido Irlanda          | Viernes 10 de julio de 1992      |
| República Checa · Eslovaquia | Jueves 15 de octubre de 1992     |
| Singapur                     | Jueves 3 de septiembre de 1992   |
| Sudáfrica                    | Viernes 26 de junio de 1992      |
| Suecia                       | Viernes 31 de julio de 1992      |
| Suiza                        | Viernes 17 de julio de 1992      |
| Tailandia                    | Sábado 1 de agosto de 1992       |
| Taiwán                       | Sábado 4 de julio de 1992        |
| Turquía                      | Viernes 23 de octubre de 1992    |
| Uruguay                      | Viernes 3 de julio de 1992       |
| Venezuela                    | Miércoles 8 de julio de 1992     |

| País                                                                          | Fecha de estreno              |
| ----------------------------------------------------------------------------- | ----------------------------- |
| Alemania                                                                      | Jueves 16 de julio de 1992    |
| Argentina                                                                     | Jueves 16 de julio de 1992    |
| Australia                                                                     | Jueves 18 de junio de 1992    |
| Austria                                                                       | Viernes 17 de julio de 1992   |
| Bélgica                                                                       | Miércoles 15 de julio de 1992 |
| Belice · Costa Rica · El Salvador · Guatemala · Honduras · Nicaragua · Panamá | Viernes 24 de julio de 1992   |
| Bolivia                                                                       | Martes 21 de julio de 1992    |
| Brasil                                                                        | Viernes 3 de julio de 1992    |
| Chile                                                                         | Viernes 10 de julio de 1992   |
| Colombia                                                                      | Jueves 16 de julio de 1992    |
| Corea del Sur                                                                 | Sábado 11 de julio de 1992    |
| Croacia                                                                       | Martes 8 de diciembre de 1992 |
| Dinamarca                                                                     | Viernes 14 de agosto de 1992  |
| Egipto                                                                        | Lunes 9 de noviembre de 1992  |
| Eslovenia                                                                     | Martes 1 de diciembre de 1992 |
| España                                                                        | Viernes 26 de junio de 1992   |
| Estados Unidos · Canadá                                                       | Viernes 19 de junio de 1992   |
| Filipinas                                                                     | Miércoles 5 de agosto de 1992 |
| Finlandia                                                                     | Viernes 3 de julio de 1992    |
| Francia                                                                       | Miércoles 15 de julio de 1992 |

| País                         | Fecha de estreno                 |
| ---------------------------- | -------------------------------- |
| Grecia                       | Viernes 4 de diciembre de 1992   |
| Hong Kong                    | Jueves 13 de agosto de 1992      |
| Hungría                      | Jueves 13 de agosto de 1992      |
| India                        | Viernes 9 de abril de 1993       |
| Indonesia                    | Martes 28 de julio de 1992       |
| Israel                       | Viernes 7 de agosto de 1992      |
| Italia                       | Viernes 11 de septiembre de 1992 |
| Japón                        | Sábado 11 de julio de 1992       |
| Malasia                      | Jueves 13 de agosto de 1992      |
| México                       | Viernes 31 de julio de 1992      |
| Noruega                      | Jueves 6 de agosto de 1992       |
| Nueva Zelanda                | Viernes 14 de agosto de 1992     |
| Países Bajos                 | Jueves 6 de agosto de 1992       |
| Perú                         | Jueves 23 de julio de 1992       |
| Polonia                      | Viernes 2 de octubre de 1992     |
| Portugal                     | Viernes 3 de julio de 1992       |
| Puerto Rico                  | Jueves 25 de junio de 1992       |
| Reino Unido Irlanda          | Viernes 10 de julio de 1992      |
| República Checa · Eslovaquia | Jueves 15 de octubre de 1992     |
| Singapur                     | Jueves 3 de septiembre de 1992   |
| Sudáfrica                    | Viernes 26 de junio de 1992      |
| Suecia                       | Viernes 31 de julio de 1992      |
| Suiza                        | Viernes 17 de julio de 1992      |
| Tailandia                    | Sábado 1 de agosto de 1992       |
| Taiwán                       | Sábado 4 de julio de 1992        |
| Turquía                      | Viernes 23 de octubre de 1992    |
| Uruguay                      | Viernes 3 de julio de 1992       |
| Venezuela                    | Miércoles 8 de julio de 1992     |

### Taquilla
La película fue estrenada en Estados Unidos el 19 de junio de 1992, ganando USD 45,69 millones de dólares en 2644 cines en su primer fin de semana de estreno. Este fue el fin de semana de apertura de mayor ganancia en 1992 y el fin de semana de apertura de mayor ganancia de cualquier película hasta ese momento. La película recaudó USD 162,83 millones de dólares en América del Norte, y USD 104 millones internacionalmente, para a un total mundial de USD 266,83 millones de dólares. Batman Returns fue la tercera película más taquillera de Estados Unidos en 1992 y la sexta más taquillera en los totales mundiales.

### Crítica
La película fue criticada por algunos por ser demasiado oscura y violenta, pero no obstante recibió críticas positivas. En el sitio web especializado Rotten Tomatoes, la película tiene una calificación de aprobación del 81% con base en 72 revisiones, con una calificación promedio de 6,7/10. El consenso crítico del sitio dice: «La atmósfera oscura y melancólica del director Tim Burton, el trabajo de Michael Keaton como el héroe atormentado y el impecable reparto de Danny DeVito como El Pingüino y Christopher Walken hacen que la continuación sea mejor que la primera». Las audiencias encuestadas por el sitio web CinemaScore dieron a la película una calificación promedio de «B» en una escala de A + a F.
El sitio web Metacritic le dio a la película una puntuación de 68 sobre 100, basada en 23 reseñas, indicando «reseñas generalmente positivas». Mientras, en el sitio web IMDb los usuarios le otorgaron una calificación de 7,0/10, sobre la base de 240 475 votos. En el sitio web FilmAffinity, la cinta tiene una calificación de 6,3/10, basada en 46 931 votos.
Janet Maslin, de The New York Times, dijo: «El señor Burton crea un mundo perverso de inadaptados, todos ellos representados con la mezcla de horror, simpatía y alegría que se ha convertido en el sello distintivo de este director». Ella describió a Michael Keaton como que muestra «seriedad apropiada», Danny DeVito como «transmitiendo brío», Christopher Walken como «maravillosamente elegante», Michelle Pfeiffer como «cautivadora ... feroz, seductora», el diseño de producción de Bo Welch como «deslumbrante», la cinematografía de Stefan Czapsky como «crujiente», y el guion de Daniel Waters como «agudo».
Peter Travers, de Rolling Stone, escribió: «Burton usa la película más entretenida del verano para llevarnos de vuelta a la oscuridad liberadora de los sueños». Elogió las actuaciones: «Pfeiffer le da a esta feminista vengativa un núcleo duro de inteligencia e ingenio; ella es una deslumbrante clásica ... El héroe maníaco depresivo de Michael Keaton sigue siendo una creación extraordinariamente rica. Y El Pingüino mutante de Danny DeVito, con su vientre hinchado, es un Ricardo III con un reino de fenómenos de alcantarilla tan hilarantemente deformado como el Joker de Jack Nicholson y aún más rápido con las bromas».
Desson Howe, de The Washington Post, anotó: «El director Burton no solo recrea su ambiente único, sino que lo sube a uno, incluso a dos niveles. Lo mejor es evocar los mundos psicodélicos en los que residen sus personajes. El Pingüino tiene una cancha llena de pingüinos y las alcantarillas como hogar, al estilo de El fantasma de la ópera. Keaton se esconde en una mansión como un castillo, que refleja perfectamente la lejanía interior de su propietario. Los puristas de cómics probablemente nunca estarán contentos con una película de Batman. Pero Batman Returns está más cerca que nunca de la tira oscura y original de Bob Kane, que comenzó en 1939». Además, describió a Walken como «atrayente», DeVito como «exquisito» y Pfeiffer como un «delicioso ronroneo».
Todd McCarthy, de Variety, escribió: «El verdadero logro de la película radica en la sorprendente realización física de un universo imaginativo. Donde las ideas de Burton finalizan y las de sus colaboradores comienzan es imposible de saber, pero el resultado es un universo sin fisuras, completamente consistente, lleno de nociones desagradables sobre el deterioro social, avaricia y otros impulsos básicos». Elogió las contribuciones de Stan Winston, Danny Elfman, Bo Welch y el director de fotografía Stefan Czapsky, y en términos de actuaciones, opinó que «la baraja está apilada completamente a favor de los villanos», llamando a DeVito «fascinante» y a Pfeiffer «muy sabrosa».
Contrariamente, Roger Ebert, del Chicago Sun-Times, le dio a la película dos estrellas de cada cuatro y dijo: «Le doy a la película una crítica negativa, y sin embargo, no creo que sea mala, está más equivocada, está hecha con gran creatividad, pero nos niega lo que más o menos nos merecemos de una historia de Batman. No importa cuánto lo intentes, los superhéroes y el film noir no van juntos, la verdadera esencia del cine negro es que ya no hay héroes». Comparó negativamente a El Pingüino con el Joker de la primera película, y escribió: «El Pingüino es una criatura curiosamente exigua y deprimente; lo compadecí, pero no le temí ni lo encontré divertido. El genio de Danny DeVito casi fue tragado por la parafernalia del personaje». Jonathan Rosenbaum, por su parte, llamó a DeVito «un pálido reemplazo para Jack Nicholson de la primera película» y sintió que «no hay suspenso en Batman Returns, sea lo que sea». El escritor de cómics y caricaturista de Batman Matt Wagner citó: «Odiaba cómo Batman Returns convirtió a Batman en algo más que otro villancico disfrazado, poco mejor que los villanos que persigue. Además, Burton es tan descaradamente un director de acción. Ese aspecto de sus dos películas simplemente apestaba». Ty Burr en Entertainment Weekly le dio a la película una B-, y escribió que «Burton todavía no ha descubierto cómo contar una historia coherente: le interesa más la fabricación de abalorios bonitos que ponerlos en una cuerda ... Sin embargo, a pesar de la rareza invernal, hay más cosas sucediendo bajo la superficie de esta película que en la original. No es de extrañar que algunas personas se sintieran quemadas por Batman Returns: Tim Burton pudo haber creado la primera película de arte de éxito de taquilla».
Una «reacción parental» criticó a la película por su violencia y referencias sexuales, que consideraron inapropiadas para los niños, a pesar de que la cinta fue calificada como PG-13 (apta para mayores de 13 años). Por su parte, McDonald's canceló su promoción de Happy Meal de la película. Burton respondió a esto diciendo: «Me gusta Batman Returns más que la primera. Hubo una gran reacción de que era demasiado oscura, pero esta película me pareció mucho menos oscura».

## Premios y nominaciones
| \| Premio \| Categoría \| Receptor(es) \| Resultado \| \| ------------------------------------ \| ---------------------------- \| -------------------------------------------------------- \| --------- \| \| Premios Óscar \| Mejores efectos visuales \| Michael L. Fink, Craig Barron, John Bruno, Dennis Skotak \| Nominados \| \| Premios Óscar \| Mejor maquillaje \| Ve Neill, Ronnie Specter, Stan Winston \| Nominados \| \| British Academy Film Awards (BAFTAs) \| Mejor maquillaje artístico \| Ve Neill, Stan Winston \| Nominados \| \| British Academy Film Awards (BAFTAs) \| Mejores efectos especiales \| Michael L. Fink, Craig Barron, John Bruno, Dennis Skotak \| Nominados \| \| BMI Film & TV Awards \| BMI Film Music Award \| Danny Elfman \| Ganador \| \| Golden Raspberry Awards (Razzies) \| Peor actor de reparto \| Danny DeVito \| Nominado \| \| Hugo Awards \| Mejor presentación dramática \| \| Nominada \| \| MTV Movie Awards \| Mejor beso \| Michael Keaton, Michelle Pfeiffer \| Nominados \| \| MTV Movie Awards \| Mejor villano \| Danny DeVito \| Nominado \| \| MTV Movie Awards \| Mejor mujer deseable \| Michelle Pfeiffer \| Nominada \| \| Saturn Awards \| Mejor película de fantasía \| \| Nominada \| \| Saturn Awards \| Mejor director \| Tim Burton \| Nominado \| \| Saturn Awards \| Mejor actor de reparto \| Danny DeVito \| Nominado \| \| Saturn Awards \| Mejor maquillaje \| Stan Winston, Ve Neill \| Ganadores \| \| Saturn Awards \| Mejor vestuario \| Bob Ringwood, Mary E. Vogt, Vin Burnham \| Nominado \| |                              |                                                          |           |
| Premio | Categoría                    | Receptor(es)                                             | Resultado |
| Premios Óscar | Mejores efectos visuales     | Michael L. Fink, Craig Barron, John Bruno, Dennis Skotak | Nominados |
| Premios Óscar | Mejor maquillaje             | Ve Neill, Ronnie Specter, Stan Winston                   | Nominados |
| British Academy Film Awards (BAFTAs) | Mejor maquillaje artístico   | Ve Neill, Stan Winston                                   | Nominados |
| British Academy Film Awards (BAFTAs) | Mejores efectos especiales   | Michael L. Fink, Craig Barron, John Bruno, Dennis Skotak | Nominados |
| BMI Film & TV Awards | BMI Film Music Award         | Danny Elfman                                             | Ganador   |
| Golden Raspberry Awards (Razzies) | Peor actor de reparto        | Danny DeVito                                             | Nominado  |
| Hugo Awards | Mejor presentación dramática |                                                          | Nominada  |
| MTV Movie Awards | Mejor beso                   | Michael Keaton, Michelle Pfeiffer                        | Nominados |
| MTV Movie Awards | Mejor villano                | Danny DeVito                                             | Nominado  |
| MTV Movie Awards | Mejor mujer deseable         | Michelle Pfeiffer                                        | Nominada  |
| Saturn Awards | Mejor película de fantasía   |                                                          | Nominada  |
| Saturn Awards | Mejor director               | Tim Burton                                               | Nominado  |
| Saturn Awards | Mejor actor de reparto       | Danny DeVito                                             | Nominado  |
| Saturn Awards | Mejor maquillaje             | Stan Winston, Ve Neill                                   | Ganadores |
| Saturn Awards | Mejor vestuario              | Bob Ringwood, Mary E. Vogt, Vin Burnham                  | Nominado  |

La película es reconocida en el American Film Institute en las siguientes categorías:
- 2003: AFI's 100 años... 100 héroes y villanos:
  - Catwoman (Selina Kyle) – Nominada (villana)[62]
  - El Pingüino (Oswald Cobblepot) – Nominado (villano)[62]

Además, la cinta está en la posición 401 de la lista de las "500 grandes películas" de la revista Empire, elaborada en 2008.

## Legado
Batman Returns sería la última película de Warner Bros. de la llamada saga o tetralogía de Tim Burton y Joel Schumacher (1989-1997) en la que Burton y Michael Keaton se desempeñaron respectivamente como director y como actor principal. Con Batman Forever, Warner Bros. decidió ir en una dirección «más ligera» para estar más en tendencia en el proceso de una película familiar. Burton no tenía interés en regresar para dirigir otra secuela, pero aun así se le acredita como productor. Con Warner Bros. avanzando en el desarrollo de Batman Forever en junio de 1993, se anunció un spin-off de Catwoman. Michelle Pfeiffer repetiría su personaje, aunque Catwoman no aparecería en Batman Forever por tener su propio spin-off.
Burton se unió como director, mientras que la productora Denise Di Novi y el escritor Daniel Waters también regresaron. En enero de 1994, Burton no estaba seguro de sus planes para dirigir Catwoman o una adaptación de La caída de la Casa Usher. El 6 de junio de 1995, Waters entregó su guion de Catwoman a Warner Bros., el mismo día en que se estrenó Batman Forever. Burton todavía estaba siendo cortejado para dirigir. Waters bromeó: «Cambiar el día en que Batman Forever fue estrenada no fue mi mejor movimiento logístico, ya que es la celebración de Batman Forever, una diversión para toda la familia. No es un guion de diversión para toda la familia». En una entrevista en agosto de 1995, Pfeiffer reiteró su interés en el spin-off, pero explicó que sus prioridades serían desafiadas como madre y compromisos con otros proyectos. La película se estancó en sus fases de desarrollo durante años, con Pfeiffer siendo reemplazada por Ashley Judd. La película terminó siendo la criticada Catwoman (2004), protagonizada por Halle Berry.